# Lipara salina
Lipara salina är en tvåvingeart som beskrevs av Nartshuk och Kanmiya 1996. Lipara salina ingår i släktet Lipara och familjen fritflugor. Inga underarter finns listade i Catalogue of Life.